# Saint-Jean-Kerdaniel
Saint-Jean-Kerdaniel è un comune francese di 583 abitanti situato nel dipartimento delle Côtes-d'Armor nella regione della Bretagna.

## Società

### Evoluzione demografica
Abitanti censiti